# Johannes Semler (Politiker, 1898)
Johannes Ferdinand Semler (* 16. Dezember 1898 in Hamburg; † 31. Januar 1973 in München) war ein deutscher Politiker der CSU. Er war Aufsichtsratsvorsitzender von BMW und außerdem Mitglied des Deutschen Bundestages in der ersten Legislaturperiode.

## Familie
Semler war ein Sohn des Hamburger Rechtsanwalts und Politikers Johannes Semler (1858–1914) sowie ein Enkel des Hamburger Bürgermeisters Johann Georg Mönckeberg. Sein Sohn Johannes Semler jun. (1923–2018) war von 1964 bis 1973 Finanzchef der AEG. Aus der zweiten Ehe von Johannes Semler sen. mit der Schauspielerin Ursula Herking (geb. Klein) gingen zwei weitere Kinder hervor: Susanne Hess (* 1937) und Christian Semler (1938–2013), der in der deutschen Studentenbewegung der 1960er Jahre eine führende Persönlichkeit des Sozialistischen Deutschen Studentenbundes war.

## Ausbildung und Beruf
Semler nahm am Ersten Weltkrieg teil und begann nach Kriegsende 1918 ein Jurastudium. Ab 1924 arbeitete er als Rechtsanwalt in Hamburg.  Er wickelte 1929 den Konkurs der Frankfurter Allgemeinen Versicherungs-AG ab. 1931 sanierte er die Borsig-Werke (Berlin) und 1932 bis 1939 den oberschlesischen Besitz der Fürsten Pleß. Er war von 1932 bis 1946 im Vorstand der Deutsche Warentreuhand AG.

1947 wurde Semler Direktor der Verwaltung für Wirtschaft in der Bizonenverwaltung. Am 4. Januar 1948 hielt er auf einer Tagung der CSU in Erlangen eine Rede, die später als „Hühnerfutter-Rede“ bekannt wurde. In dieser Rede kritisierte er verschiedene Maßnahmen und Praktiken der alliierten Militärverwaltungen scharf, darunter die Entflechtung der Montanbetriebe in der britischen Zone, die von den Franzosen in ihrem Besatzungsgebiet und darüber hinaus betriebene „Ausplünderung“, die Behinderung des deutschen Außenhandels und die unzureichende Ernährung der Bevölkerung des Zweizonen-Gebiets. In diesem Zusammenhang bezeichnete er die amerikanischen Lieferungen von Mais, mit denen man in Deutschland seinerzeit nur wenig anfangen konnte, als „Hühnerfutter“. Tatsächlich soll es sich um einen Übersetzungsfehler gehandelt haben, aufgrund dessen statt des von deutscher Seite als vordringlich benötigten Korns (also Weizen bzw. Roggen) von den Amerikanern corn (also Mais) geliefert wurde. Die Rede sorgte seinerzeit auf alliierter Seite für Empörung. Auf Druck der Besatzungsmacht USA musste Semler bald darauf von seinem Amt zurücktreten.
Sein Nachfolger wurde Ludwig Erhard. Semler wurde 1957 mit der Sanierung der Henschel-Werke beauftragt. Am 1. Februar 1960 wurde Semler Aufsichtsratsvorsitzender bei BMW und 1961 Sachverständiger für den Bremer Senat in der Sache Borgward.

## Politik
Semler war 1945 Gründungsmitglied der CSU. Er leitete den wirtschaftspolitischen Ausschuss seiner Partei. Er war 1946 Mitglied der Verfassunggebenden Landesversammlung Bayerns und 1947 Mitglied des Wirtschaftsrates des Vereinigten Wirtschaftsgebietes. Er gehörte dem Deutschen Bundestag seit dem 14. Mai 1950, als er für den verstorbenen Abgeordneten Friedrich Schönauer (SPD) nachgewählt wurde, bis zum Ende der ersten Legislaturperiode an. Er vertrat den Wahlkreis Kulmbach im Parlament. Vom 5. Oktober 1950 bis zum 23. Mai 1951 war er Vorsitzender des Parlamentarischen Untersuchungsausschusses zur Hauptstadtfrage (Spiegelausschuß).
Semler war auch Mitglied der parlamentarischen Versammlung des Europarates und des europäischen Verfassungsausschusses.

## Veröffentlichungen
- Wirtschaftslage und Wirtschaftsgestaltung. In: Fragen der Zeit – Schriftenreihe der Christlich-Sozialen Union, Heft 1, München, 1946.
- Die deutsche Spielfilm-Produktion. Verband Deutscher Filmproduzenten e. V., München-Geiselgasteig 1956.
- Vorschläge zur Ordnung der deutschen Filmwirtschaft. Der neue Film Verl., Wiesbaden-Biebrich 1954.